# André da Silveira
André da Silveira foi um fazendeiro açoriano e um dos fundadores da cidade de Andrelândia, Minas Gerais, Brasil, ao lado de Manoel Caetano da Costa.

## Ascendência
Descendia, presumivelmente, de família bem situada; era dono de certa cultura e sabia ler e escrever com facilidade - privilégio de poucos àquela época - além de ser proprietário de uma respeitável quantidade de negros cativos, elementos de luxo na primeira metade do século XVIII quando a mão-de-obra escrava era supervalorizada.
O patronímico "Silveira", cuja origem prende-se ao Arquipélago dos Açores, de onde proveio a grande maioria dos povoadores do sul de Minas Gerais no século XVIII.
Ainda com relação às suas origens, é de se crer que André da Silveira seja descendente do flamengo Wilhelm van der Hagen ou Guilherme da Silveira, como ficou conhecido a partir de 1470, quando deixou Flandres partindo para a Ilha do Faial, nos Açores, onde se tornou um desbravador, povoando também as Ilhas Terceira, de São Jorge e do Pico.

## Matrimônio
Em 1739, foi batizada na Capela de São Miguel do Cajurú, filial da Freguesia de São João del-Rei, uma menina chamada Maria da Silveira, filha de André da Silveira e de sua esposa Maria do Livramento, servindo de madrinha àquela, uma outra filha do casal, Tereza.
Ainda em 1739, foi exposta em casa de André da Silveira uma menina que recebeu o nome de Tereza. A prática de expor (abandonar à porta de determinada casa) crianças nos séculos XVIII e XIX era muito comum. Sob o aspecto jurídico os expostos — por terem pais de fato ignorados — eram considerados filhos legítimos. Havendo sérias restrições aos ilegítimos e sobretudo aos adulterinos, em decorrência dos preconceitos sócio-religiosos, havia toda conveniência jurídica em enjeitar os filhos em tais condições. O nome Tereza dado à criança enjeitada à porta da casa de André da Silveira, parece evidenciar que sua filha de mesmo nome, Maria da Silveira, que figura como madrinha de Maria, faleceu pouco tempo após batizar sua irmã.

## Chegada ao Brasil
Por volta do ano de 1736, aportou em solo brasileiro, atraído pelas notícias de ouro e pela miragem fantástica da riqueza fácil que chegavam a Portugal e Ilhas.
Em 1749, André da Silveira dirigiu a D. Manoel da Cruz, Bispo de Mariana, um pedido de autorização para a construção da Capela de Nossa Senhora do Porto.
Naquela mesma época, André encontrava-se estabelecido com a sua família e seus negros na Fazenda das Bicas (situada nas proximidades do Rio Aiuruoca), cuidando das criações, das lavouras e também do trabalho de mineração. Mesmo decadentes as explorações auríferas, os homens daqueles tempos não abandonavam o sonho de fazer riqueza retirando do solo o cobiçado metal dourado, e alimentavam tal esperança sempre destinando alguns escravos ao trabalho nas minas. O topônimo "Bicas" teve a sua origem, em virtude dos bicames de madeira que outrora ali existiam, destinados a conduzir as águas utilizadas na lavagem do cascalho aurífero.
A fazenda das Bicas, ou "Sítio das Bicas", como singelamente denominava o próprio André da Silveira a respeitável propriedade que chegava a confinar com sesmarias de Diogo Garcia e José de Araújo Martins, próximas à Serra das Carrancas e deveria ser uma das mais movimentadas da época, pois estava situada às margens da estrada que seguia do vetusto Arraial dos Serranos para a Vila de São João del-Rei, sede da Comarca do Rio das Mortes.
A fazenda das Bicas não foi, entretanto, a única propriedade rural pertencente ao fundador de Andrelândia. Ele, também, foi proprietário de terras na região conhecida como Safira e de terras junto ao Morro Caxambú, hoje pertencente ao município de Bom Jardim de Minas.
Como prova cabal de que André da Silveira não foi nenhum "bandeirante", nenhum aventureiro cego pela ambição, como alguns já chegaram a afirmar, a declaração dívida por ele escrita de próprio punho no ano de 1755 em favor do Capitão João de Souza Lisboa, arrematador do contrato dos dízimos na Capitania de Minas Gerais, vem confirmar que suas atividades rentáveis caracterizavam-no muito mais como um fazendeiro, um homem ligado à terra. Os dízimos eram a décima parte do valor dos frutos da terra, incluindo as madeiras, produtos das olarias e criação de rebanhos. A sua cobrança era feita através da arrematação de contrato pelo período de um triênio, ficando o contratado responsável pela apresentação do rendimento à Junta da Real Fazenda. Originariamente o dízimo era devido à Igreja mas a Coroa Portuguesa, com a promessa de subsidiar aquela, chamou a si a arrecadação do tributo, nunca cumprindo satisfatoriamente com o compromisso.
Abaixo, transcrevemos o mencionado documento que foi escrito "currente calamo" pelo próprio André da Silveira em 1755 na Fazenda das Bicas:
"Devo que pagarei ao Capitão João de Souza Lisboa a Contia de trinta oitavas de ouro procedidas dos meios dizimos do trienio que principiou em 7 de agosto de 1753 e há de findar em outro tal dia de 1756. A coal coantia pagarey a ele dito ou a quem este me mostrar em dois pagamentos iguais nos dois agostos do contrato e por ser verdade lhe paçey este documento pro mim asinado para o que abrigo minha peçoa o bem especial mostre a mesma Roça Juruoca no Sítio das Bicas ao pé do  turbu grande hoje 1 de dezembro de 1755. (a) André da Silveira".
Em 11 de agosto de 1756, André da Silveira e Maria do Livramento entregaram às mãos do Capitão Manoel Luiz da Silva, sua filha Maria da Silveira. A celebração da cerimônia matrimonial foi realizada pelo Reverendo Lourenço José de Almeida, na Capela de Nossa Senhora do Porto do Turvo. Manoel Luiz da Silva era natural da Freguesia de São Pedro, Comarca da Vila Real, Portugal, filho de Antônio da Silva e de Maria de Oliveira.

## Mortes
Maria da Silveira faleceu preconcemente por volta de 1760, deixando viúvo o Capitão Manoel Luiz da Silva que havia comprado, em 1758, a Fazenda das Bicas de seu sogro.
Até o ano de 1771, temos provas documentais de que André da Silveira permaneceu na região do Turvo, residindo no Congonhal. Por volta de 1775 a morte de sua esposa, Dona Maria do Livramento, veio a pesar fortemente sobre o velho fazendeiro que, já avançado em anos e desgastado pelas rudes surpresas da vida, resolveu deixar a terra que mais tarde levaria seu nome, partindo para o vizinho arraial de São Bom Jesus do Livramento, hoje cidade de Liberdade, onde passou os últimos anos de sua vida.
Em 27 de dezembro de 1782, confortando por todos os sacramentos da Igreja Católica, faleceu André da Silveira. Seu corpo foi solenemente encomendado pelo Padre Manoel Lourenço de Oliveira e sepultado no interior da Capela do milagroso São Bom Jesus. Morreu em Liberdade.